# Steven Vitória
Steven de Sousa Vitória (Toronto, 11 de Janeiro de 1987) é um futebolista luso-canadiano, que atua como zagueiro. Atualmente, joga pelo Grupo Desportivo de Chaves
O Porto B contratou-o em 2005 ao Woodbridge Strikers, uma equipa canadiana sediada em Ontário. Com 18 anos e 1,95 de altura, Steve chegou a Portugal com o objectivo de representar o Benfica, mas devido à indefinição do clube encarnado acabou por ser contratado pelo FC Porto. Isto depois de ter efectuado um teste nos dragões, treinando alguns dias com os juniores. É apresentado como um reforço para a equipa B, apesar de ainda ter idade de júnior. As características do central agradaram aos responsáveis técnicos portistas e foi indicada à SAD a sua contratação.
De forma a desenvolver e adaptar-se ao futebol português tem sido sucessivamente emprestado a vários clubes, dos diversos escalões do campeonato português. De 2007 a 2009 esteve ao serviço do Olhanense.
No início da época 2009/2010 foi anunciado o seu empréstimo ao Sporting Clube da Covilhã.
A nível de selecções representou Portugal no Campeonato Mundial de Futebol Sub-20 de 2007.
Na época de 2010/11 e 2011/12 representou o Grupo Desportivo Estoril Praia.

## Títulos

### Estoril-Praia
- Liga de Honra: 2008–09

### Benfica
- Campeonato Português: 2013–14
- Taça de Portugal: 2013–14
- Taça da Liga: 2013–14